# التهاب العضلات المشتمل
التهاب العضلات المشتمل أو اعتلال عضلي مشتمل(بالإنجليزية: Inclusion body myositis)‏ هو مرض عضلي يتميز بالتسبب في ضعف وويتددرج ببطءفي العضلات ويصيبها بالهزال .

## الأسباب
أسباب الإصابة بهذا المرض مازالت  غير معروفة، على الرغم من أنه من المرجح أن هذا الاضطراب ينتج عن التفاعل بين عدد من العوامل، سواء الوراثية والبيئية.

## الأعراض
التهاب العضلات المشتمل يصيب في بدايته، عضلات الفخذين، ثم ينتقل ببطء أيضاً إلى عضلات أخرى في الأطراف. وتتغيرفيه مستويات إنزيم فسفوكيناز الكرياتين يظهر في بعض الأحيان مع أمراض المناعة الذاتية (Autoimmune disease)، لكنه يكون منفردا، الأكثر وضوحا في عضلات الذراعين والساقين . هناك نوعان: متفرقة تضمين التهاب العضلات الجسم (سيبم)، وهو أكثر شيوعا، وراثية وراثية إدراج اعتلال عضلي (هيبم). Patients may become unable to perform أنشطة الحياة اليومية and most require assistive devices within 5 to 10 years of symptom onset.
تتدرج الإصابة بالمرض ببطء وقد تستمر على مدى أشهر أو سنوات) وهذا المرض هو أكثر شيوعا في الرجال من النساء. قد يصبح المرضى غير قادرين على أداء أنشطة الحياة اليومية، ومعظمهم يحتاجون إلى أجهزة مساعدة في غضون 5 إلى 10 سنوات من بداية الأعراض .

## التشخيص
هنالك فحص جيني بسيط يتيح تشخيص المرض وحاملي المرض، وهو الامر الذي يسهل مهمة الاستشارة الجينية.

## وصلات إضافية
- Information and links to resources by Bill Tillier
- GeneReview/NIH/UW entry on Inclusion Body Myopathy 2
- Learn about Myositis from The Myositis Association
- American Association of Neuromuscular & Electrodiagnostic Medicine Patient Resources